# 森特維尤鎮區 (密蘇里州約翰遜縣)
森特維尤鎮區（英語：Centerview Township）是位於美國密蘇里州約翰遜縣的一個行政鎮區。

## 地方資料
森特維尤鎮區的面積為162.22平方千米，當中陸地面積為161.76平方千米，而水域面積為0.45平方千米。根據2020年美國人口普查的數據，當地共有人口1657人，而人口密度為每平方千米10.21人。